# Ramadan Suleman
Ramadan Suleman (Durban, 1955) è un regista e sceneggiatore sudafricano.

## Biografia
Ramadan Suleman è un regista sudafricano, nato a Durban, in Sudafrica.
Si è diplomato alla London International Film School.
La sua carriera si indirizza in parallelo anche verso il teatro, il regista è infatti uno dei fondatori di Dhlomo Theatre a Johannesburg, il primo teatro "nero" in Sudafrica.
Ha realizzato numerosi cortometraggi e documentari, tra cui il documentario Ezikhumbeni, 1985, e il corto The devils children, 1990, prima di debuttare con il suo lungometraggio di fiction, intitolato Fools, selezionato da molti festival in competizione ufficiale e vincitore nel 1997 del leopardo d'Argento Festival del film di Locarno. Lettre d'amour zoulou, 2004, è il suo secondo lungometraggio.
Nel 2002, gira per la televisione sudafricana SABC i 4 primi episodi della serie Behind the badge.

## Filmografia

### Regista
- 1983 - 66 Pim Street (doc)
- 1985 - Sekouba (doc)
- 1985 - Ezikhumbeni (doc)
- 1985 - Azouna (doc)
- 1988 - Ranging Walls (doc)
- 1990 - The devil's Children (cm)
- 1997 - Fools
- 2002 - Behind the Badge (serie tv)
- 2004 - Lettre d'amour zoulou
- 2004 - Deadly Myths (doc)
- 2010 - Zwelidumile (doc)

### Sceneggiatore
- 2010 Zwelidumile (doc)
- 2004 - Lettre d'amour zoulou
- 1997- Fools